# Плюмельо-Бьёзи
Плюмельо-Бьёзи (фр. Pluméliau-Bieuzy) — новая коммуна на северо-западе Франции, находится в регионе Бретань, департамент Морбиан, округ Понтиви, кантон Понтиви. Расположена в 42 км к северу от Вана и в 116 км к западу от Ренна, в 10 км от национальной автомагистрали N24.
Население (2019) — 4 355 человек.

## История
Коммуна образована 1 января 2019 года путем слияния коммун Бьёзи и Плюмельо. Центром новой коммуны является Плюмельо. От него к новой коммуне перешли почтовый индекс и код INSEE. На картах в качестве координат Плюмельо-Бьёзи указываются координаты Плюмельо.

## Достопримечательности
- Приходская церковь Святого Мелю XVII века, реконструированная в XX веке
- Часовня Святого Николая XVI века
- Часовня Святого Никодима XVI века
- Церковь Нотр-Дам в Бьёзи XVI века
- Часовня Святого Гильды XV века
- Шато Кервено XVII века

## Экономика
Структура занятости населения:
- сельское хозяйство — 12,9 %
- промышленность — 15,0 %
- строительство — 19,2 %
- торговля, транспорт и сфера услуг — 27,1 %
- государственные и муниципальные службы — 25,8 %

Уровень безработицы (2018) — 10,4 % (Франция в целом —  13,4 %, департамент Морбиан — 12,1 %). 

Среднегодовой доход на 1 человека, евро (2018) — 20 540 (Франция в целом — 21 730, департамент Морбиан — 21 830).

## Демография
Динамика численности населения, чел.

## Администрация
Первым мэром Плюмельо-Бьёзи в январе 2019 года был избран член партии Республиканцы Бенуа Керо (Benoît Quéro), с 2014 года занимавший пост мэра Плюмельо.
| Период | Период | Фамилия    | Партия                      | Примечания                          |
| ------ | ------ | ---------- | --------------------------- | ----------------------------------- |
| 2019   |        | Бенуа Керо | Разные правые Республиканцы | ветеринар, член Совета департамента |

## Города-побратимы
- Мераль, Франция

## Галерея

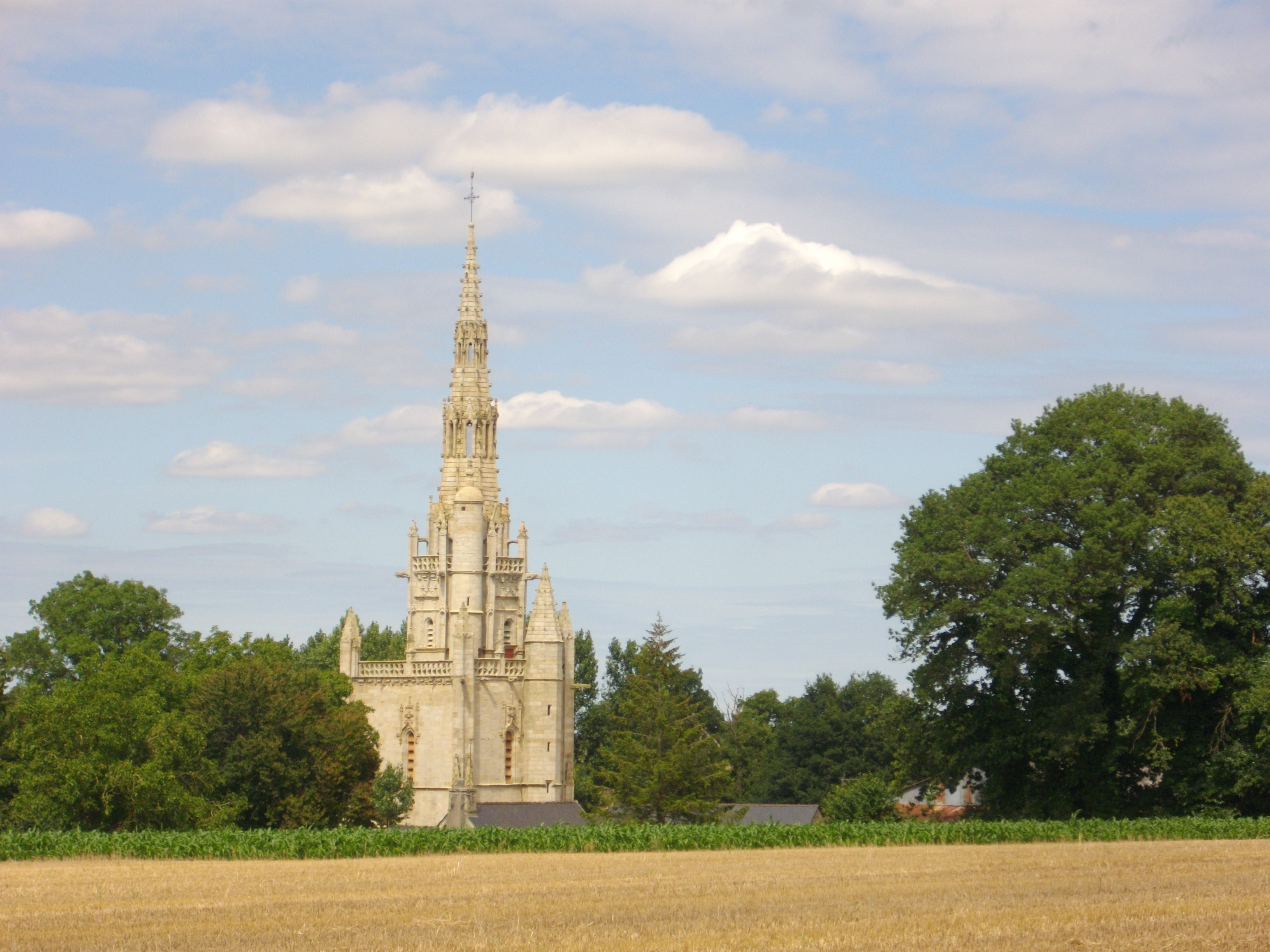
Часовня Святого Никодима
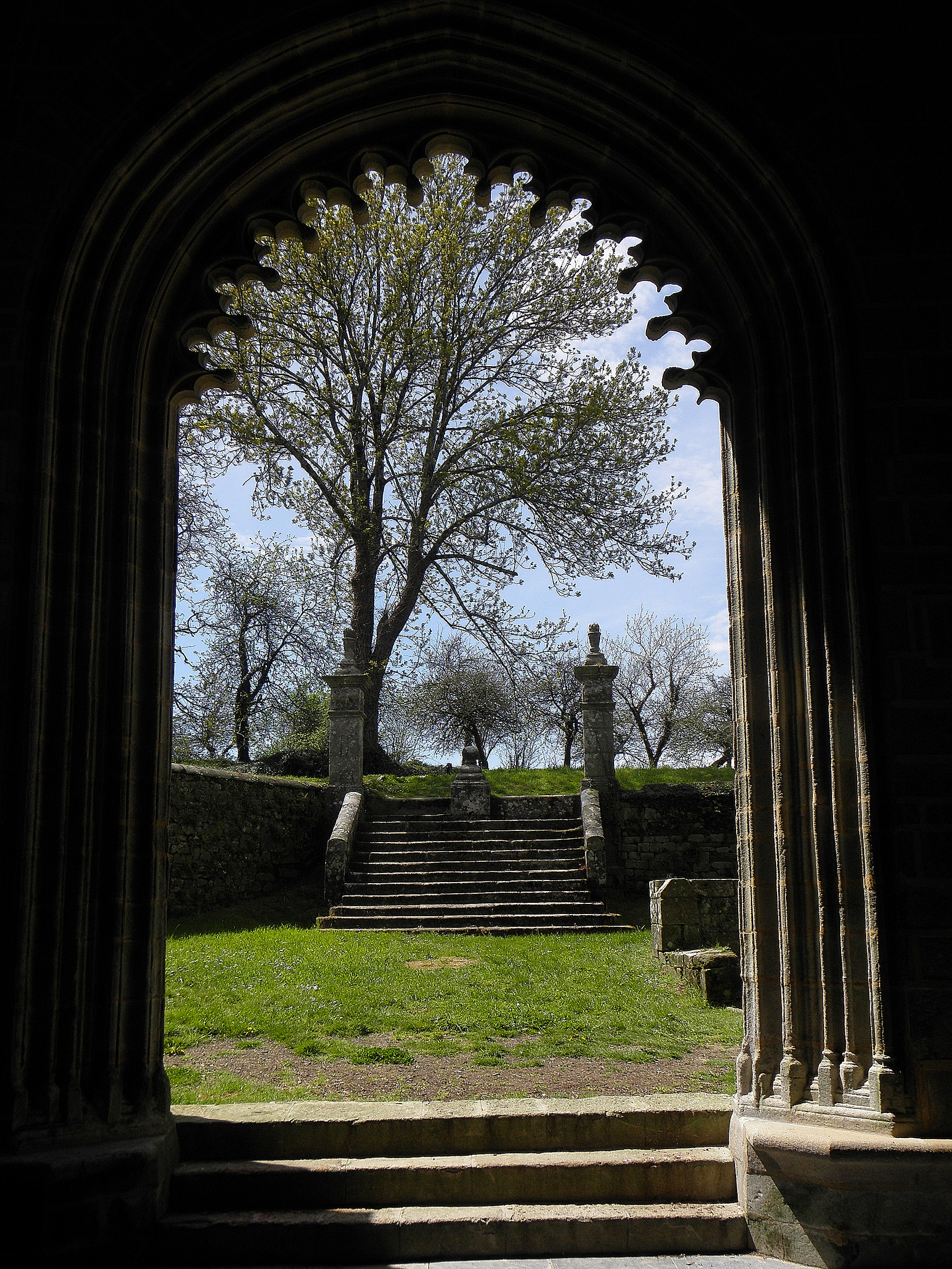
Арка у часовни Святого Никодима
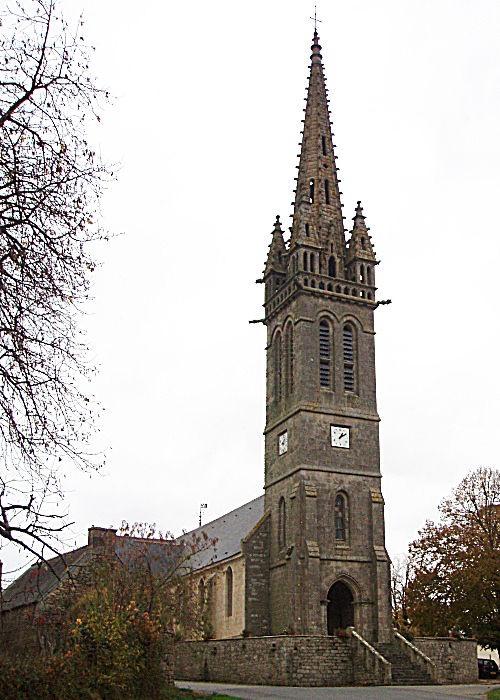
Церковь Нотр-Дам
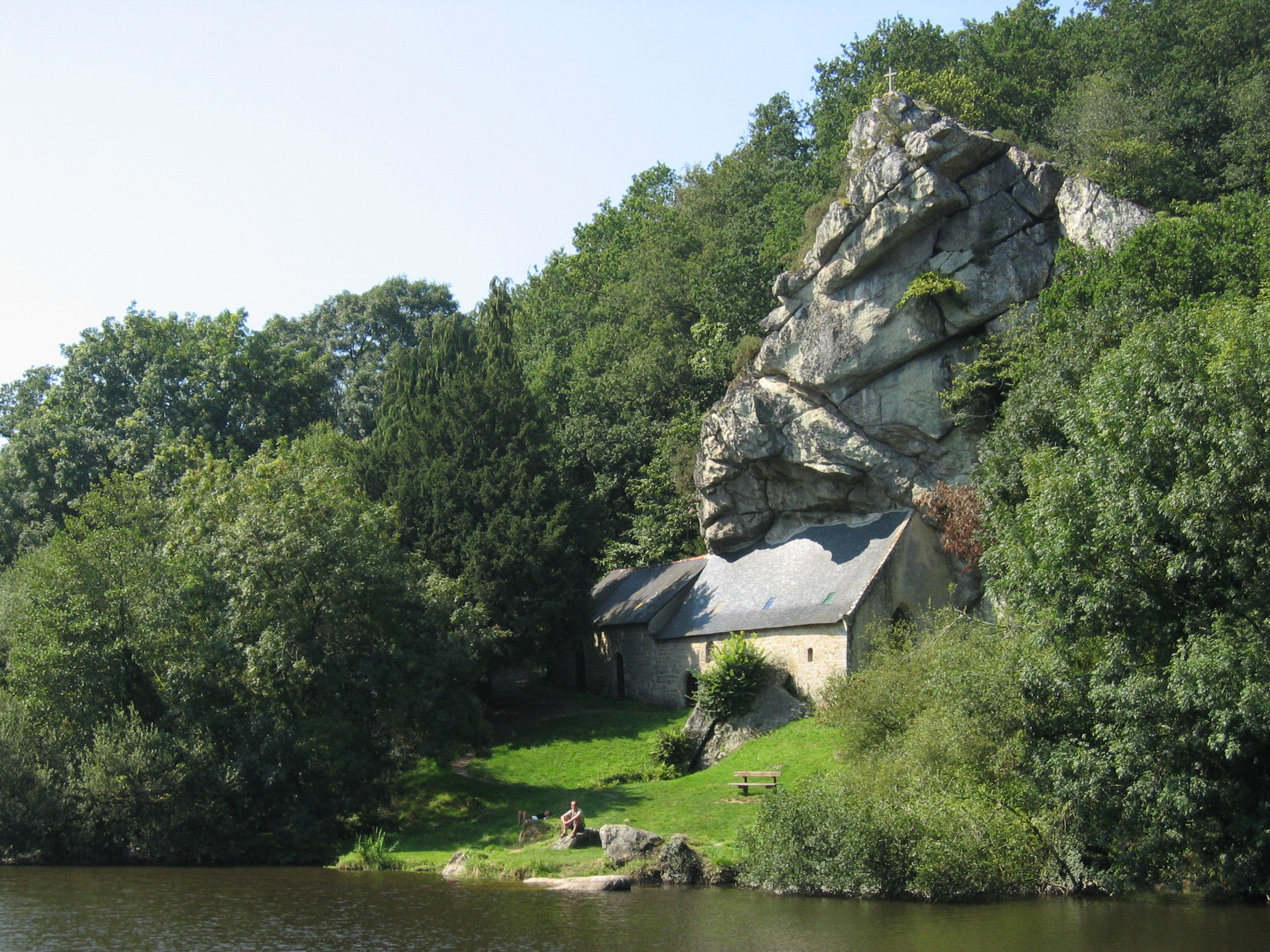
Часовня Святого Гильды на берегу Блаве